# 自主憲法論
自主憲法論（じしゅけんぽうろん）とは、日本国憲法（昭和憲法）を無効もしくは、成立過程において不備があったために、日本独自で新しく憲法論議をし、新憲法を制定（前憲法破棄）しようとする政治思想。創憲。

## 概要
国会内の保守強硬勢力や、右翼団体・民族派の間では、憲法9条にある戦力・交戦権否定条項の廃止または修正を主眼とする向きが多い。

また人権絶対保障の否定と非常時の人権制限である国家緊急権の制定、国民の義務に関する条項の追加（具体的には勤労、納税、子弟への普通教育に加えて国防への参加）、天皇の元首性、大権の明記、元号の制定、伝統尊重条項の追加などを盛り込んだ内容であることが多く、2013年（平成25年）に産経新聞が発表した『国民の憲法』にも、これらの要素が盛り込まれている。
憲法無効論に立ち、自主憲法論を避けると八月革命説を用いなくてはならなくなるとも言われる。

## 立場
自由民主党内では結党当時、綱領や党是で自主憲法制定を掲げた歴史的経緯から、現在でも憲法改正を自主憲法制定と表現する勢力が少なからず存在する。

これに対し、左派勢力では「社会主義実現」を掲げた旧日本社会党や、長く天皇制打倒を綱領で掲げ終戦直後には人民共和国への移行や暴力革命も辞さないとしていた日本共産党すらも、その後9条だけは守り抜くという狭義の護憲に転じた。
日本維新の会につながる系譜でも、旧たちあがれ日本や次世代の党→日本のこころでは保守強硬を前面に打ち出し、自主憲法草案を発表するなどした。なお、旧維新の会の地方組織だった東京維新の会は、憲法無効論を支持して明治憲法への復古を目指そうという請願を東京都議会に提出して関係を絶たれる事態となった。

## 歴史
大東亜戦争（太平洋戦争、第二次世界大戦）に敗れた大日本帝国は、大日本帝国憲法が外見的立憲君主制に立つと解釈する立場からすると、そのような解釈を変更（例えば、吉野作造のように「君臨すれども統治せずというような英国流も日本の国体に反しない」と理解していた）しない限り、そのままでは国体を維持することがもはや不可能となっていた。
1952年（昭和27年）、対日講和条約発効により独立を回復した日本国内では、まもなく自由党の鳩山一郎・岸信介らが昭和憲法は米国をはじめとする占領軍による押しつけだとの主張をし出す。そして、1955年（昭和30年）の自民党結党時に綱領の詳細を記した『党の政綱』の中に「平和主義、民主主義及び基本的人権尊重の原則を堅持しつつ、現行憲法の自主的改正をはかり、また占領諸法制を再検討し、国情に即してこれが改廃を行う」という文言が掲げられた。

自民党による自主憲法制定論は昭和憲法の改正手続きに則った憲法改正論であり、護憲勢力が衆議院の1/3以上を確保したことにより挫折した。なお、当時の参議院は政党に属さない保守系議員が多くを占めていた。鳩山は衆議院の2/3を確保することを目的の一つとして小選挙区制導入を図るが、これも失敗する。
1970年代には自民党内で保守強硬勢力が台頭し、自主憲法制定を前面に押し出した政策集団青嵐会が結成された。青嵐会は後に派閥化し、中川派自由革新同友会となった。
戦後50年を経ようとしていた1994年（平成6年）、読売新聞は初めて自社独自の改正憲法草案を発表した。これ以後、一時封印状態とも言われていた自主憲法の論議が再び本格化する。

## 主張している主な政党・政治団体
- 参政党
- 新党大地
- 一水会
- 日本国民党
- 維新政党・新風
- 幸福実現党
- 日本第一党
- 新党くにもり
- 日本労働党[2]

### かつて主張していた政党・政治団体
- 自民党
- 民進党[要検証 – ノート][3]
- 旧・日本維新の会
- 日本のこころ
- 生長の家政治連合[4]
- 自由党
- たちあがれ日本